# Lepthyphantes tullgreni
Lepthyphantes tullgreni är en spindelart som beskrevs av Robert Bosmans 1978. Lepthyphantes tullgreni ingår i släktet Lepthyphantes och familjen täckvävarspindlar.
Artens utbredningsområde är Tanzania. Inga underarter finns listade i Catalogue of Life.